# 探偵紳士シリーズ
『探偵紳士シリーズ』（たんていしんしシリーズ）は、アーベルグループ（アーベル、デジアニメ・コーポレイションなど）によって制作されているアダルトゲームのシリーズである。原作・シナリオはいずれも菅野ひろゆき。2017年にはMAGES.に版権が移管されたことが公表されている。

## シリーズ作品
同一の世界観を舞台とし、探偵が主人公の推理アドベンチャーゲームという点は共通しているが、それぞれの作品で主人公と作品のイメージを変更している。

### 第1弾「不確定世界の探偵紳士」
主人公は「悪行双麻」、コンセプトは「ハードボイルド探偵ゲーム」。
- 「不確定世界の探偵紳士」（Windows）
- 「探偵紳士DASH!」（Dreamcast）
- 「不確定世界の探偵紳士 Hardcore!」（Windows）[2]
- 「不確定世界の探偵紳士 Virginal」（DVD Players Game）
- 「不確定世界の探偵紳士 Rebirth」（Windows）
- 「不確定世界の探偵紳士 〜悪行双麻の事件ファイル〜」（PlayStation 2）
- 「不確定世界の探偵紳士 Origin」（Windows）

### 第2弾「ミステリート1」
主人公は「八十神かおる」、コンセプトは「ライトノベル的な本格推理探偵ゲーム」。前作の数か月後から始まる。初出のタイトルは『ミステリート 〜不可逆世界の探偵紳士〜』だが移植の度にタイトルが変わっており、オフィシャルサイトにも「ミステリート1作目」と表記があるため、本頁では「ミステリート1」と表記する。
- 「ミステリート 〜不可逆世界の探偵紳士〜」（Windows）
- 「ミステリート 〜八十神かおるの事件ファイル〜」（PlayStation 2）
- 「ミステリート 特別ぱっく」（Windows）
- 「ミステリートPORTABLE 〜八十神かおるの挑戦!〜」（PSP）
- 「ミステリートWINDOWS 〜八十神かおるの挑戦!〜」（Windows）

ファンディスク
- 「ミステリート 〜ディテクティブ・バケーション〜」（Windows）

リメイク
- 「ミステリート 〜八十神かおるの挑戦!〜」（Xbox Series X/S、Nintendo Switch、PlayStation 4[3]）

### 第3弾「ミステリート 〜アザーサイド・オブ・チャーチ〜」
主人公は「日下部彰人」、コンセプトは「伝奇世界に本格ミステリーの融合」。「ミステリート1」の第2話と並行して起きていた事件を描く。
- 「ミステリート 〜アザーサイド・オブ・チャーチ〜」（Windows）

### 開発中止
- 「ミステリート2〜フェアウェル・エンカウンター〜」（Windows）

ミステリートシリーズの完結編として発表されたが、開発途中に原作者の菅野ひろゆきが死去し、そのまま世に出る事は無かった。菅野が生前書き溜めていたプロットを基に作成したシナリオが下記の「F」に収録予定だったが開発中止となり、「2」単体としては状況が整うまで一旦凍結状態となっている。
- 「ミステリートF〜探偵たちのカーテンコール〜」（Xbox One）

菅野が書き溜めていたプロットを基にシナリオを完成させた「2」と「1」のリメイクをセットにした作品として発表されたが、諸事情で開発が中止された。同時に「F」収録予定だった「1」のリメイク版のみをひとまず先に発売すると発表された。